# Princ od Egipta
Princ od Egipta (engl. The Prince of Egypt) je američki animirani film iz 1998. godine i prvi animirani film studija, DreamWorks Animation, koji ima značajke tradicionalne animacije. Film je adaptacija "Knjige Izlaska" u kojoj Mojsije izbavlja izraelski narod iz egipatskog ropstva.

## Glasovi
| Uloge       | Originalna verzija                    | Hrvatska verzija                        |
| ----------- | ------------------------------------- | --------------------------------------- |
| Mojsije     | Val Kilmer Amick Byram (pjeva)        | Hrvoje Klobučar Đani Stipaničev (pjeva) |
| Ramzes      | Ralph Fiennes                         | Sven Medvešek Kristijan Beluhan (pjeva) |
| Sipora      | Michelle Pfeiffer                     | Hana Hegedušić                          |
| Mirjam      | Sandra Bullock Sally Dworsky (pjeva)  | Leona Paraminski Andrea Čubrić (pjeva)  |
| Aron        | Jeff Goldblum                         | Danijel Ljuboja                         |
| Jokeved     | Ofra Haza                             | Jelena Radan                            |
| Jitro       | Danny Glover Brian Mitchell (pjeva)   | Branko Blaće                            |
| Faraon Seti | Patrick Stewart                       | Zvonimir Zoričić                        |
| Kraljica    | Helen Mirren Linda Dee Shayne (pjeva) | Sanja Doležal                           |
| Hotep       | Steve Martin                          | Baby Dooks                              |
| Hoj         | Martin Short                          | Bizzo Brigante                          |

## Unutarnje poveznice
- DreamWorks Animation

## Vanjske poveznice
- Princ od Egipta u internetskoj bazi filmova IMDb-a
- Princ od Egipta na Rotten Tomatoes
- Princ od Egipta na Box Office Mojo